# بين جونسون (سياسي)
بين جونسون (بالإنجليزية: Ben Johnson)‏ هو محامي وسياسي أمريكي، ولد في 20 مايو 1858 في مقاطعة نيلسون في الولايات المتحدة، وتوفي في 4 يونيو 1950 في باردستاون في الولايات المتحدة. حزبياً، نشط في الحزب الديمقراطي. وقد انتخب عضو مجلس النواب الأمريكي.